# 京都市幽霊バス問題
京都市幽霊バス問題（きょうとしゆうれいバスもんだい）は、2007年に朝日放送(ABC)で放送されていた夕方のニュース番組「ABC NEWSゆう」で報じられた、京都市営バスによる無届け路線バス運行問題である。

## 概要
路線バスを運行する場合国土交通省に対し運行計画を届け出る必要にもかかわらず、京都市交通局は少なくとも2002年から5つの路線で運行計画を届け出ることなく運行していたことが発覚した。
これらの路線バスは他のバスと異なり系統や途中経路の表示がなく行き先だけが記されており、時刻表や停留所での案内にも表示されていないほか、車内でも途中停留所の表示がなされないなど、不便で利用しにくい路線バスとなっていた。なお、前述の理由により一般の利用者は幽霊バスの存在すら知らなかったため、一般に幽霊バスと呼ばれていたわけではないが、途中のバス停でバスの到着をしめす表示が反応しない様子から、番組内で幽霊バスと呼称している。
京都市交通局はこれらのバスについて、多客路線の増強を目的とした臨時バスであると主張していた。しかし、幽霊バスの中には同じ行き先のバスの直後で運転されているものもあり、このような場合バスの乗客は極端に少なく、番組の取材時は始発の西賀茂車庫で3名が乗車して以降、終点の北大路バスターミナルまでの途中バス停で乗客が1人も乗らない幽霊バスもあった。
これらのバスについて、京都市交通局労働組合幹部によるいわゆるヤミ専従逃れのため、乗務時間の短い臨時バスを京都市交通局労働組合幹部が運転して仕事をしているアリバイにしようとしているのではないかと番組取材班は指摘した。当初は否定していた京都市交通局であったが、取材が進む中で臨時便の運転手自身が「執行委員ダイヤ」であると認めた。
また、取材の中でこの臨時便が届け出路線でないことを指摘された京都市交通局は、届け出路線と同じ経路を通っているため届け出の必要はないと主張していた。
しかし、取材班が証拠映像を持ってバス運行を所管する国土交通省近畿運輸局に確認、2007年4月25日に近畿運輸局が京都市交通局の担当者を呼び出しての聴取を実施し、無届け路線であると判断。2007年5月20日までに「幽霊バス」は運行を停止した。また2008年の京都市営バスのダイヤ改正以降、従来は停留所に表示のなかった臨時系統の時刻表も掲載されるようになっている。